# Eleutherodactylus amplinympha
Eleutherodactylus amplinympha es una especie de rana de la familia Leptodactylidae.
Es endémica de Dominica. Su hábitat natural son los bosques húmedos subtropicales o tropicales de tierras bajas y bosques húmedos tropicales o subtropicales de montaña. Está amenazada por pérdida de hábitat.
Localmente es conocida como la Gounouj.